# Malcolm Brinded
Malcolm Brinded (Nascido em 1953) é um engenheiro britânico nascido em 1953. Atualmente é diretor de exploração e produção da Royal Dutch Shell.